# Fertőboz
Fertőboz is een plaats (község) en gemeente in het Hongaarse comitaat Győr-Moson-Sopron. Fertőboz telt 325 inwoners (2019).

## Afbeeldingen

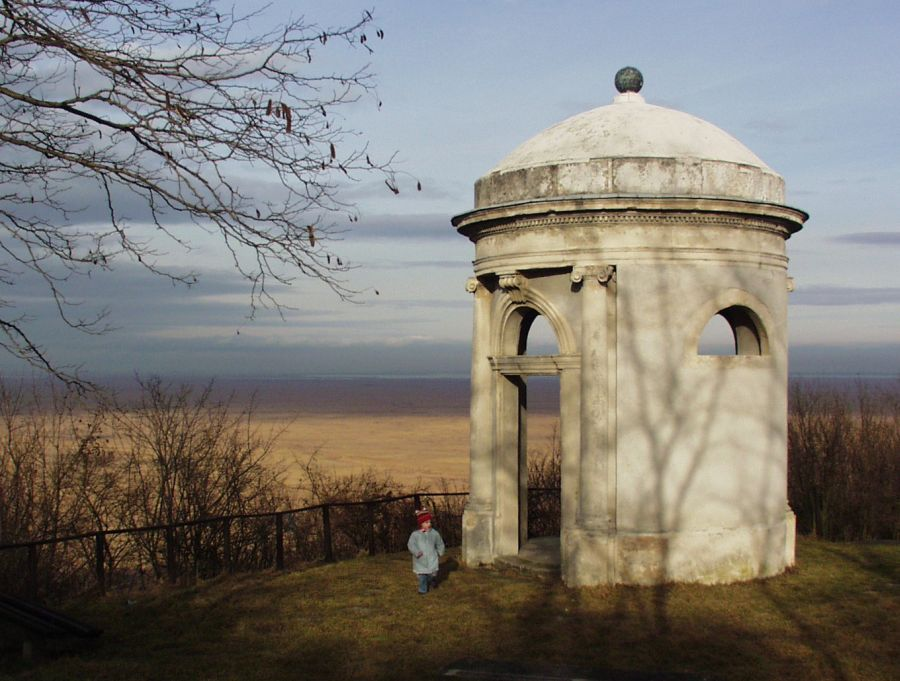
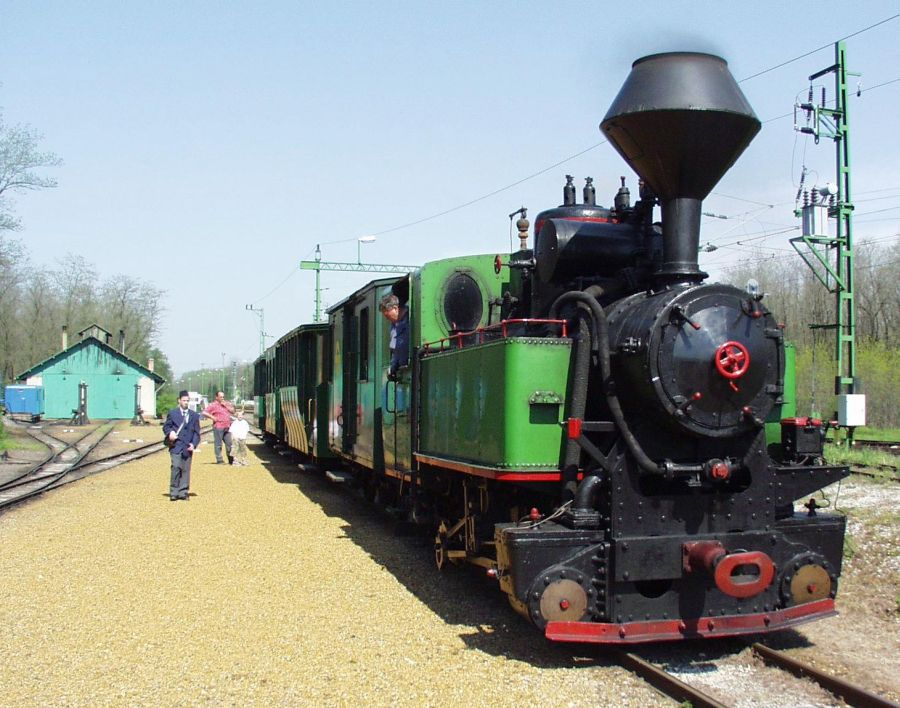
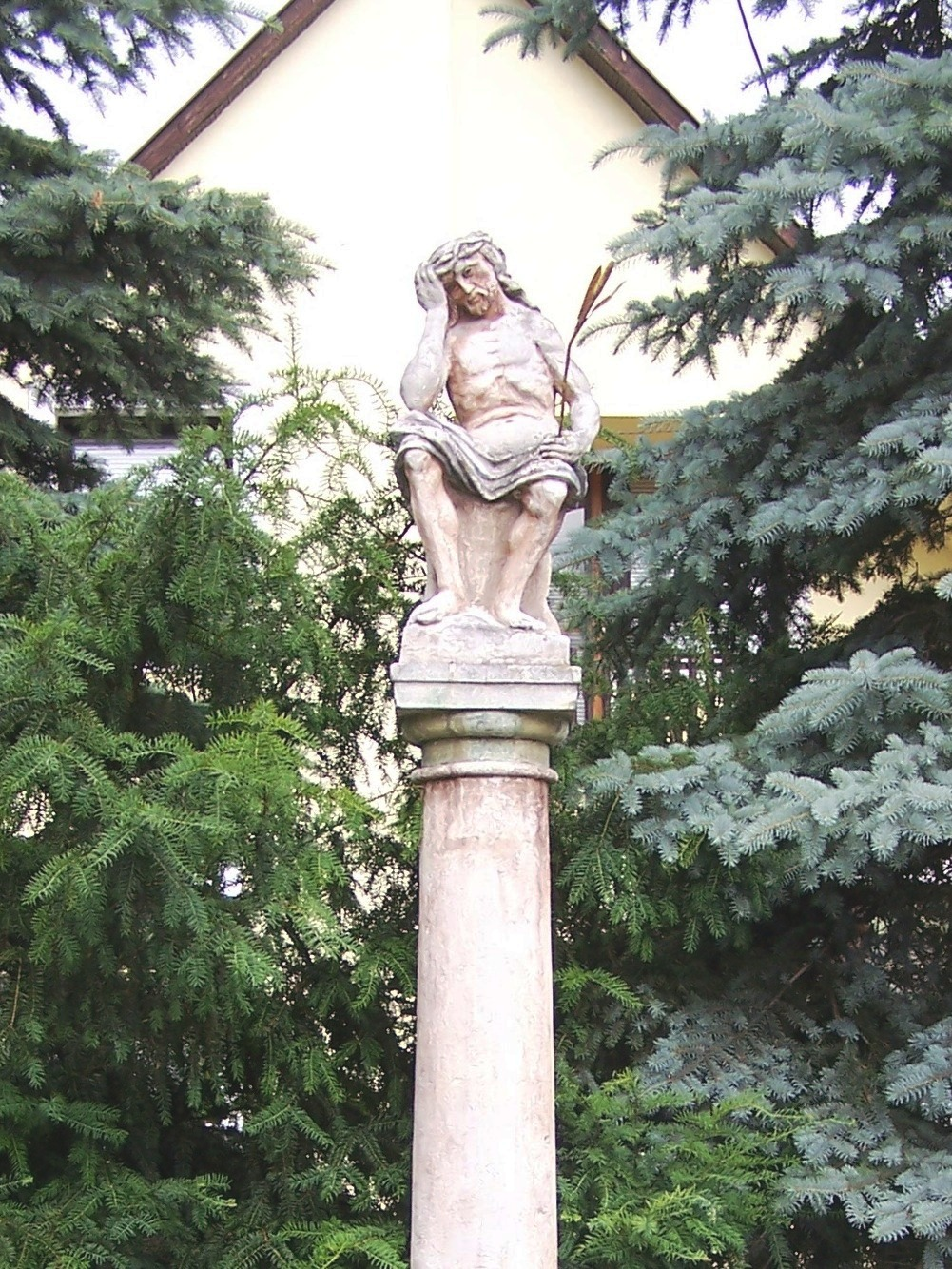